# Bulbophyllum sanderianum
Bulbophyllum sanderianum là một loài phong lan thuộc chi Bulbophyllum.